# ROC nos Jogos Olímpicos de Inverno de 2022
Atletas olímpicos da Rússia participaram dos Jogos Olímpicos de Inverno de 2022 em Pequim sob a insígnia ROC (Russian Olympic Committee; Comitê Olímpico Russo), de 4 a 20 de fevereiro de 2022. Em 9 de dezembro de 2019, a Agência Mundial Antidoping (WADA) baniu a Rússia de todos os esportes internacionais por quatro anos, após ter sido descoberto que dados fornecidos pela Agência Antidoping Russa foram manipulados pelas autoridades com o objetivo de proteger os atletas envolvidos em seu esquema de doping patrocinado pelo próprio Estado.
Em 15 de abril de 2021, os uniformes dos atletas do Comitê Olímpico Russo foram revelados, com as cores da bandeira russa. A mesma alteração ocorreu nos Jogos Olímpicos de Verão de 2020 em Tóquio. Na entrega de medalhas de ouro, o hino nacional da Rússia foi substituído pela reprodução Concerto para piano e orquestra n.º 1, de Piotr Ilitch Tchaikovski.

## Medalhistas
| Medalha           | Nome | Esporte             | Evento                   | Data           |
| ----------------- | --- | ------------------- | ------------------------ | -------------- |
| Medalha de ouro   | Alexander Bolshunov                                                                                           | Esqui cross-country | 30 km skiathlon          | 6 de fevereiro |
| Medalha de ouro   | Mark Kondratiuk Kamila Valieva Anastasia Mishina / Aleksandr Galliamov Victoria Sinitsina / Nikita Katsalapov | Patinação artística | Equipes                  | 7 de fevereiro |
| Medalha de prata  | Natalya Nepryayeva                                                                                            | Esqui cross-country | 15 km skiathlon feminino | 5 de fevereiro |
| Medalha de prata  | Denis Spitsov                                                                                                 | Esqui cross-country | 30 km skiathlon          | 6 de fevereiro |
| Medalha de bronze | Eduard Latypov Alexander Loginov Uliana Nigmatullina Kristina Reztsova                                        | Biatlo              | Revezamento misto        | 5 de fevereiro |
| Medalha de bronze | Anastasia Smirnova                                                                                            | Esqui estilo livre  | Moguls feminino          | 6 de fevereiro |